# トウキョウ・ジャンボリー第2集
『トウキョウ・ジャンボリー第2集』(Tokyo Jumboree, Vol.2)は、ウェスターン・オール・スターズによるアルバム。1959年に東京芝浦電気レコードからリリースされた。

## 収録曲
Side 1
1. わらの中の七面鳥メドレー - Turkey in the Straw Medley
2. ホンキー・トンク・マン - Honky Tonk Man
3. スローリー - Slowly
4. モースト・オブ・オール - Most of All
5. 北風 - North Wind

Side 2
1. サン・アントニオ・ローズ - San Antonio Rose
2. ラヴシック・ブルース - Lovesick Blues
3. ア・フール・サッチ・アズ・アイ - A Fool Such As I
4. キャトル・コール - Cattle Call
5. カウントリー・チャーチ - Country Church

## パーソネル
ウェスターン・オール・スターズ
- フィーチャリング・シンガー
  - 寺本圭一 (1-2)
  - 釜萢ヒロシ (1-3)
  - 桜井輝夫 (1-4)
  - 黒田美治 (1-5)
  - 関口良信 (2-2)
  - 斎藤任弘 (2-3)
  - 菊地正夫 (2-4)
  - 井上高 (2-5)
- バンド
  - 原田実 (スティール・ギター)
  - 大森利雄 (スティール・ギター)
  - 瀬谷福太郎 (エレクトリック・ギター)
  - 藤本精一 (フィドル、1-1でフィーチャリング)
  - 新井利昌 (アコーディオン、ピアノ)